# L'Amour au hasard
Pour plus de détails, voir Fiche technique et Distribution.
L'Amour au hasard (Casual Sex?) est un film américain réalisé par Geneviève Robert, sorti en 1988.

## Synopsis
Deux femmes célibataires parlent ouvertement des hommes pendant qu'elles font de l'exercice dans une station thermale.

## Fiche technique
- Titre : L'Amour au hasard
- Titre original : Casual Sex?
- Réalisation : Geneviève Robert
- Scénario : Wendy Goldman et Judy Toll
- Musique : Van Dyke Parks
- Pays d'origine :  États-Unis
- Sociétés de production : Universal Pictures
- Genre : Comédie romantique, comédie érotique
- Durée : 101 minutes
- Date de sortie : 22 avril 1988

## Distribution
- Lea Thompson : Stacy
- Victoria Jackson : Melissa
- Stephen Shellen : Nick
- Jerry Levine : Jamie
- Andrew Dice Clay : Vinny
- Mary Gross : Ileen
- Valerie Breiman : Megan
- Peter Dvorsky : Matthew
- David Sergeant : Frankie
- Cynthia Phillips : Ann
- Don Woodard : Gary
- Danny Breen : Dr. Goodman
- Bruce Abbott : Keith
- Susan Ann Connor : Dierdre